# Observatório Astronômico de La Plata
Telescópio Virpi Sinnika Niemela, Faculdade de Ciências Astronômicas e Geofísicas de La Plata.
O Observatório Astronômico de La Plata (Observatorio Astronómico de La Plata, em espanhol) é um observatório astronômico localizado na cidade de La Plata, capital da província de Buenos Aires, na Argentina. Seu código IAU é 839.